# Поешево
Поешево или Поешово (на македонска литературна норма: Поешево) е село в община Битоля на Северна Македония.

## География
Селото се намира в областта Пелагония, югоизточно от Битоля.

## История
Според местна легенда името на селото се дължи на това, че тук жителите от околните села идвали да си поят добитъка.
В XIX век Поешево е село в Битолска каза на Османската империя. Според статистиката на Васил Кънчов („Македония. Етнография и статистика“) от 1900 година Поешоо (Поешово) е населявано от 210 българи християни.
На Етнографската карта на Битолския вилает на Картографския институт в София от 1901 година Поешево (Аккечели) е чисто българско село в Битолската каза на Битолския санджак с 23 къщи.
Цялото християнско население на селото е под върховенството на Българската екзархия. По данни на секретаря на екзархията Димитър Мишев („La Macédoine et sa Population Chrétienne“) в 1905 година в Поешово има 208 българи екзархисти и функционира българско училище.
В 1981 година селото има 389 жители. Населението намалява поради емиграция в Битоля, Ресен, Кравари, презокеанските земи и Европа.
Според преброяването от 2002 година селото има 272 жители, от които 266 северномакедонци и 6 албанци.
| Националност     | Всичко |
| северномакедонци | 266    |
| албанци          | 6      |
| турци            | 0      |
| роми             | 0      |
| власи            | 0      |
| сърби            | 0      |
| бошняци          | 0      |
| други            | 0      |

Църквата в селото е „Свети Георги“.

## Личности
Родени в Поешево
- Цвятко, войвода на селската чета по време на Илинденско-Преображенското въстание[6]
- Тодор Златков (1876 – 1919), български революционер